# مبصقة

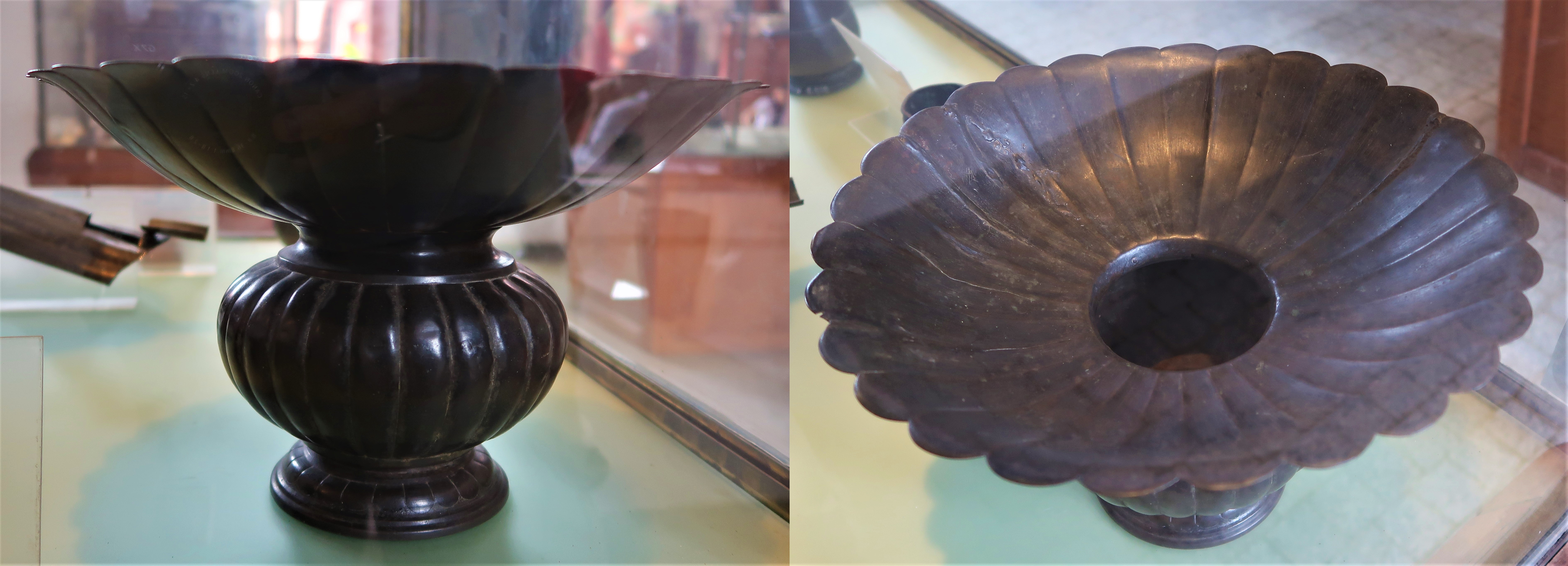
منظر جانبي وأعلى للمبصقة. معروض في المتحف الوطني لكمبودِيَة.

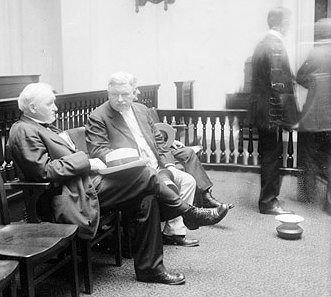
قاعة محكمة في شيكاغو ، منتصف عام 1910. يُرى مبصقة على الأرض في أسفل اليمين.

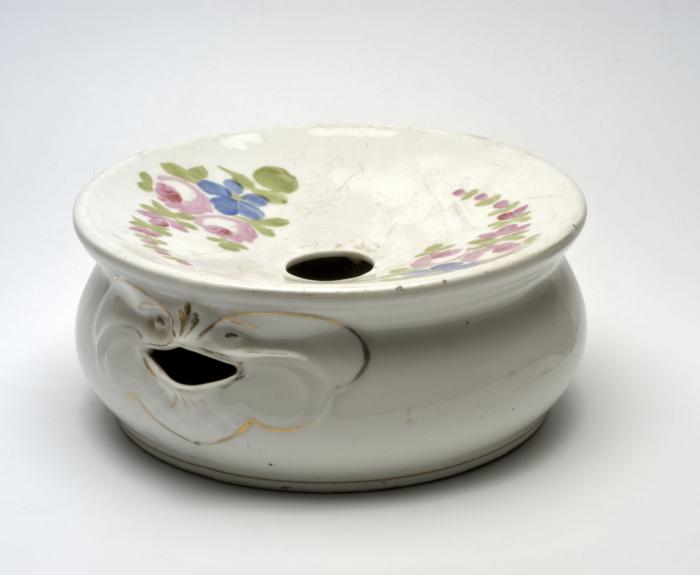
مبصقة بُرسلان من مستعمرة سُرنِام مزينة. لاحظ أن هذا النوع من المبصقة به فرجة على الجانب لتفريغها.

المِبْصَقَة وعاء مصنوع من أجل البصق وخاصة من قبل مستخدمي الشمة وتبغ الغمس. تُستعمل المبصقة في عيادات طب الأسنان أيضًا.

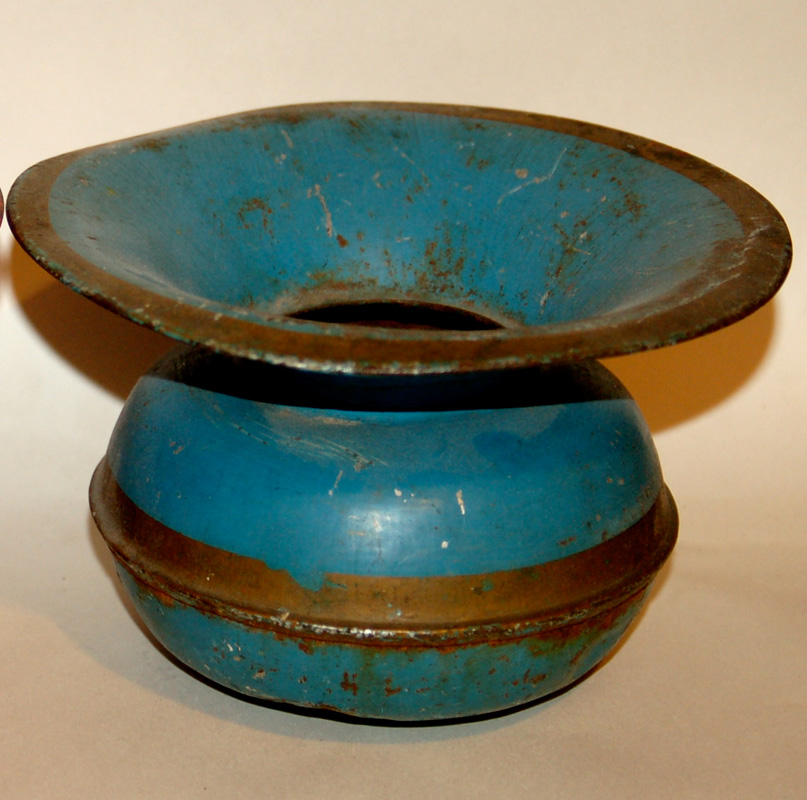

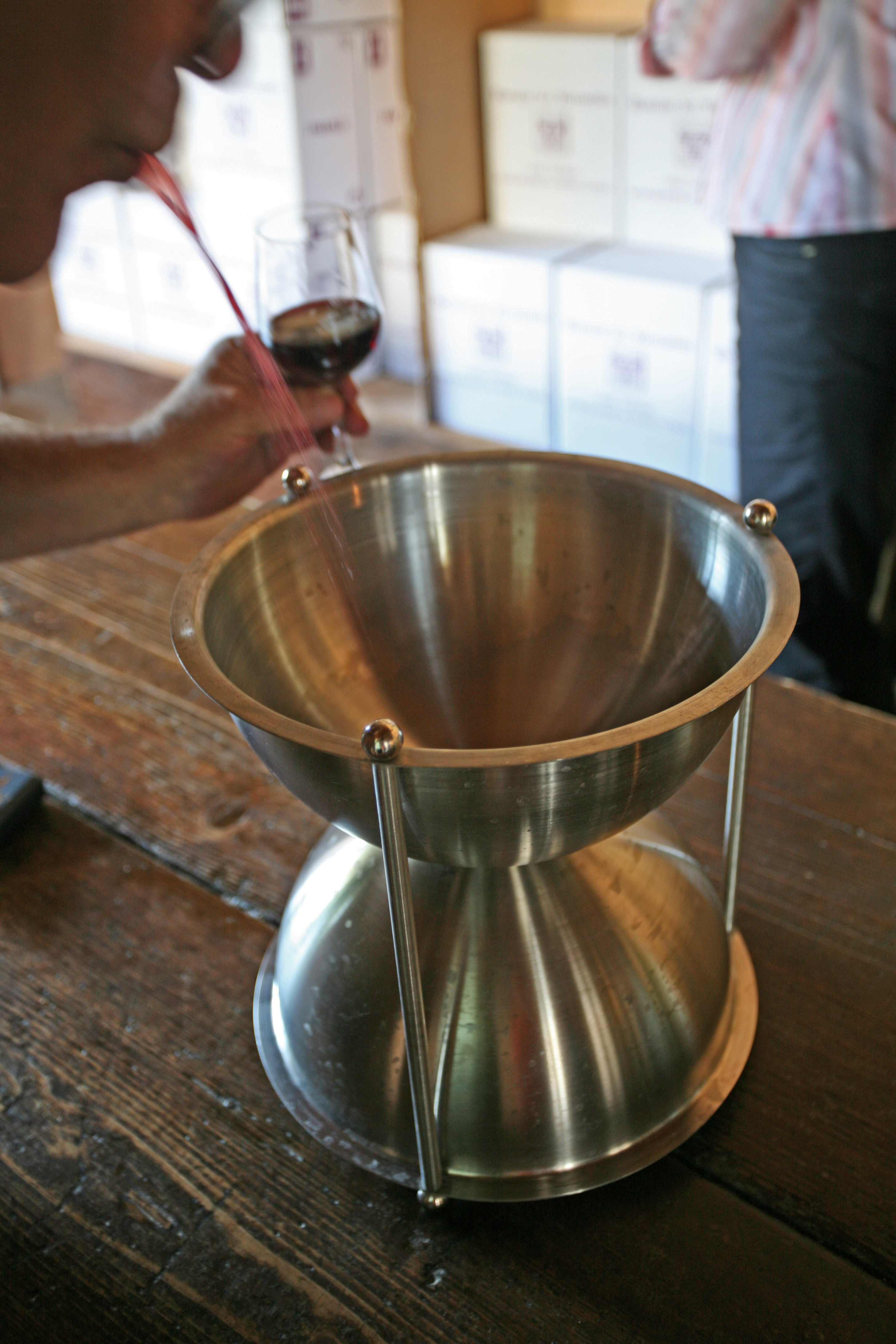
البصق في مبصقة عند تذوق النبيذ